# Abbaye Saint-Amable de Riom
L'abbaye Saint-Amable de Riom est une ancienne abbaye située sur la commune de Riom dans le département français du Puy-de-Dôme, en région Auvergne-Rhône-Alpes.

## Localisation
Le monument se trouve au 24, rue Saint-Amable, dans le centre-ville de Riom.

## Historique

### Protection
Le grand escalier et la porte y donnant accès sur la cour sont inscrits au titre des monuments historiques par arrêté du 20 juin 1925.